# P-Phénylènediamine
La paraphénylènediamine (PPD), p-phénylènediamine, ou 1,4-diaminobenzène, est un composé aromatique de formule C6H4(NH2)2. C'est une diamine aromatique, l'un des trois isomères du diaminobenzène. Elle est utilisée dans la synthèse de polymères tel le Kevlar, les teintures pour cheveux, les colorants pour textile et les colorants incorporés aux caoutchoucs.
La PPD est choisie pour les propriétés exceptionnelles qu'elle apporte, telles que stabilité à haute température, haute résistance physique, chimique et électrique.
Ce composé est employé presque systématiquement dans les colorations pour cheveux présentes sur le marché. En général, plus la couleur est foncée, plus les concentrations sont élevées. Les couleurs prétendues "normales" ou "sans ammoniaque" peuvent aussi contenir du PPD.
Très bon marché, ce produit est ajouté au henné afin d'obtenir le "henné noir" utilisé dans les tatouages temporaires. Cet emploi, en désaccord avec l'avis des fabricants[réf. nécessaire], est souvent présenté comme additif traditionnel. Le PPD est reconnu comme allergène pour la peau. De ce fait, l'application sur la peau de tatouages temporaires contenant du PPD peut mener à une sensibilisation allergique envers l'encre noire, les tissus, cuirs ou fourrures sombres ou noirs, les produits contenant du caoutchouc, etc.
En France ce composant est interdit dans tous les cosmétiques sauf pour  les colorations pour cheveux  à condition que sa concentration ne dépasse pas 6%.
Il est également l’un des réactifs classiques utilisés pour l’identification spécifique des lichens.
La paraphénylènediamine est également utilisée dans la réalisation des révélateurs en photographie, aussi bien en couleur qu'en noir et blanc.